# Warriors of the Wasteland
Warriors of the Wasteland – singel zespołu Frankie Goes to Hollywood z 1986 roku.

## Ogólne informacje
Piosenka ta nie powtórzyła sukcesu poprzednich – był to pierwszy singel zespołu, który nie dostał się do pierwszej dziesiątki listy przebojów w Wielkiej Brytanii. W pozostałych krajach też osiągnął średni sukces.
Tytuł utworu został zaczerpnięty z jednego z wierszy T.S. Eliota.